# Escobar Exposed – Im Innersten des Drogenkartells
Escobar Exposed – Im Innersten des Drogenkartells (Originaltitel: Escobar Exposed) ist ein zweiteiliger Dokumentarfilm aus dem Jahr 2017 mit Sebastián Marroquín über seinen Vater, den kolumbianischen Drogenbaron Pablo Escobar.

## Inhalt
Der Sohn Pablo Escobars, Sebastián Marroquín, begleitet den Zuschauer nach Kolumbien, wo er an verschiedensten Orten über Kindheitserinnerungen im Kreise seines Vaters Pablo Escobar berichtet. Dabei führt ihn seine Reise nach Medellín, Bogotá und Cali, wo er u. a. auf einstige Gefährten seines Vaters und Journalisten trifft. Des Weiteren führt er den Zuschauer auf das für Pablo erbaute luxuriöse Anwesen namens Hacienda Nápoles sowie in den Dschungel und zu verschiedenen Verstecken, wo sie auf der Flucht vor den Behörden Schutz fanden. Auch Pablos Witwe Victoria Eugenia „Tata“ Henao berichtet vor laufender Kamera von früheren Erinnerungen. Thematisiert wird neben den guten und schlechten Taten des Drogenbarons auch sein Einstieg in die Politik, eine eigene Version seines Todes und anschließende Verhandlungen mit u. a. den Castaño Gil-Brüdern und dem Cali-Kartell, bei denen über das Leben Pablos übriger Familie entschieden wurde.

## Liste der Interviewpartner
- Sebastián Marroquín – Sohn von Pablo Escobar
- Victoria Eugenia „Tata“ Henao – Witwe von Pablo Escobar
- Pasqual Gaviria – Rechtsanwalt und Journalist
- Luis Alirio Calle Muñoz – Journalist
- Miguel Maza Márquez – Ehem. Direktor des DAS
- Juan Miguel – Ehem. Auftragskiller aus Medellín
- Irene Gaviria – Verwandte von Pablo Escobar
- Gadotin – Ehem. Bodyguard von Pablo Escobar

## Hintergrund
Der von Télégramme Média inc. für addikTV produzierte und von Beyond Distribution vertriebene Dokumentarfilm erschien in Kanada am 31. Oktober 2017 und wurde in deutscher Fassung am 17. April 2018 auf DMAX veröffentlicht.